# Fadime
Fadime es una película dramática de 1970 coproducida entre Turquía e Irán y dirigida por Türker İnanoğlu. Fue protagonizada por Filiz Akın, Kartal Tibet y Cihangir Gaffari, y escrita por Mohammad Motevaselani, Erdogan Tünas y Fuat Özlüer.

## Sinopsis
Fadik es una talentosa cantante callejera apoyada por tres músicos. Ninguno de ellos tiene hogar y deben buscar cualquier lugar donde pasar la noche. Mientras duerme en la cubierta de un barco, se encuentra con alguien que cambiará su vida y la de sus amigos músicos por completo.

## Reparto
- Filiz Akın como Fadime
- Kartal Tibet como Erol
- Cihangir Gaffari como Faruk
- Mansur Türkmen como Omer
- Mohammad Motevaselani como Ali
- Garshasb Raoufi como Veli